# Новий Бостув
Новий Бостув (пол. Nowy Bostów) — село в Польщі, у гміні Павлув Стараховицького повіту Свентокшиського воєводства.
Населення — 261 особа (2011).
У 1975—1998 роках село належало до Келецького воєводства.

## Демографія
Демографічна структура на день 31 березня 2011 року:
|          | Загалом | Допрацездатний вік | Працездатний вік | Постпрацездатний вік |
| -------- | ------- | ------------------ | ---------------- | -------------------- |
| Чоловіки | 130     | 26                 | 94               | 10                   |
| Жінки    | 131     | 35                 | 70               | 26                   |
| Разом    | 261     | 61                 | 164              | 36                   |